# Hugo Bagnulo
Hugo Bagnulo (Montevideo, 23 luglio 1915 – Montevideo, 7 febbraio 2008) è stato un allenatore di calcio e calciatore uruguaiano.

## Carriera
Dopo una modesta carriera da calciatore tra gli anni trenta e gli anni quaranta, Bagnulo diviene un allenatore. Inizia dal Danubio, quindi guida il Defensor, ricevendo la chiamata dalla Nazionale maggiore nel 1955. Guida l'Uruguay da CT al Sudamericano del 1956 che è ospitato proprio dall'Uruguay: i padroni di casa vincono contro Paraguay, Perù e Cile, resistendo contro il Brasile e chiudendo sullo 0-0. Il 10 febbraio, dopo il pari con la Seleçao, la selezione uruguaiana si assicura il successo del titolo. La sfida contro l'Argentina cinque giorni più tardi è solo una formalità (il match verrà vinto 1-0).
A distanza di 14 anni, Bagnulo riporta l'Uruguay a vincere il Sudamericano. Passa sulla panchina del Peñarol, vincendo il suo primo titolo nazionale nel 1958. Negli anni seguenti allena anche in Argentina (Rosario Central) e in Perù (Alianza Lima), ma è in patria che ritrova i maggiori onori: torna nuovamente alle redini del Peñarol, riuscendo a vincere tre titoli consecutivi (1973, 1974 e 1975). Nel 1982, il tecnico uruguaiano si supera: vince il campionato, la Libertadores e l'Intercontinentale.
In Libertadores il club giallo nero vince il proprio raggruppamento, quindi nella seconda fase a gironi vince due volte contro il River Plate e due volte contro i campioni in carica del Flamengo, estromettendo entrambe le compagini dalla competizione. In finale, affronta i cileni del Cobreloa che sono sconfitti nella gara di ritorno in Cile con una rete di misura arrivata negli ultimi minuti della sfida grazie alla marcatura di Fernando Morena, poi capocannoniere dell'edizione. Nell'Intercontinentale, gli uruguaiani si liberano agevolmente dell'Aston Villa campione d'Europa per due reti a zero.
Da lì a poco, Bagnulo si ritira da manager.

## Palmarès

### Allenatore

#### Club

##### Competizioni nazionali
- Campionato uruguaiano: 5

Peñarol: 1958, 1973, 1974, 1975, 1982

##### Competizioni internazionali
- Coppa Libertadores: 1

Peñarol: 1982
- Coppa Intercontinentale: 1

Peñarol: 1982

#### Nazionale
- Coppa America: 1

Uruguay 1956